# Compagnie d'assurances

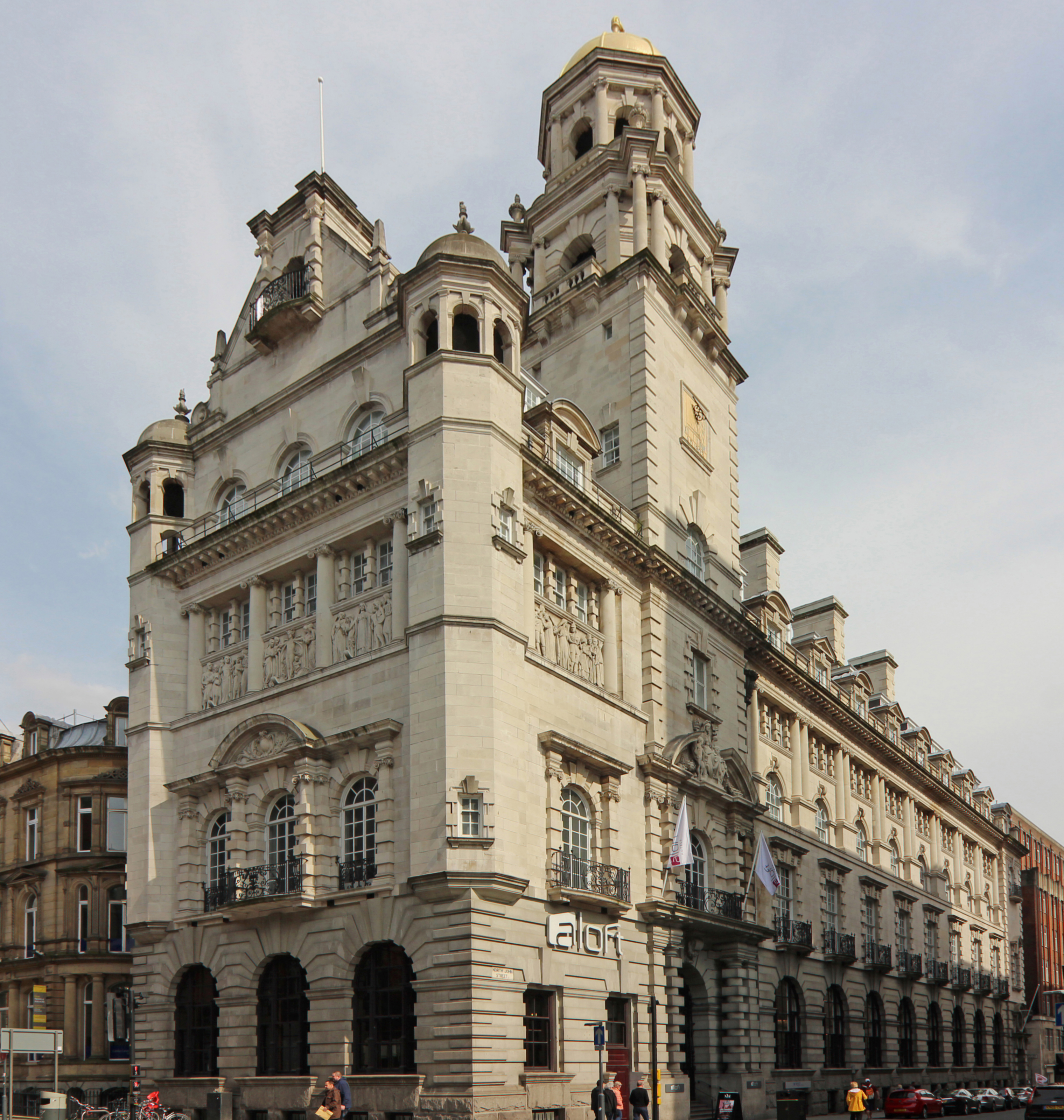
Le Royal Insurance Building, construit en 1898 et 1902 à Liverpool (Angleterre), pour être le siège social de la Royal Insurance Company, compagnie d'assurance aujourd'hui intégrée au RSA Insurance Group.

Une compagnie d'assurances est une entreprise qui fournit des services d'assurance.
Les prestations d'assurance sont effectuées soit par des sociétés d'assurance privées, soit par des sociétés d'assurance mutuelle.
Les clients sont qualifiés d'assurés, et de sociétaires   pour une souscription auprès d'une mutuelle.
Une captive d'assurance n'est pas une compagnie d'assurances.

## Histoire
La plupart des pays européens ont vu la mise en place de compagnies d'assurance au début du XXe siècle.